# Rhabdomastix (Rhabdomastix) brachyneura
Rhabdomastix (Rhabdomastix) brachyneura is een tweevleugelige uit de familie steltmuggen (Limoniidae). De soort komt voor in het Nearctisch gebied.